# کونان، شیگا
کونان در استان شیگا در کشور ژاپن واقع شده‌است که دارای جمعیت ۵۵٬۱۴۴ نفر و مساحت ۷۰٫۴۹ کیلومتر مربع با تراکم جمعیت ۷۸۲ نفر در کیلومترمربع است و در تاریخ ۱ اکتبر ۲۰۰۴ به عنوان شهر شناخته شد.